# Wilkołaz (gromada)
Wilkołaz – dawna gromada, czyli najmniejsza jednostka podziału terytorialnego Polskiej Rzeczypospolitej Ludowej w latach 1954–1972.
Gromady, z gromadzkimi radami narodowymi (GRN) jako organami władzy najniższego stopnia na wsi, funkcjonowały od reformy reorganizującej administrację wiejską przeprowadzonej jesienią 1954 do momentu ich zniesienia z dniem 1 stycznia 1973, tym samym wypierając organizację gminną w latach 1954–1972.
Gromadę Wilkołaz z siedzibą GRN w Wilkołazie (obecnie są to trzy wsie: Wilkołaz Pierwszy, Wilkołaz Drugi i Wilkołaz Trzeci) utworzono – jako jedną z 8759 gromad na obszarze Polski – w powiecie kraśnickim w woj. lubelskim na mocy uchwały nr 10 WRN w Lublinie z dnia 5 października 1954. W skład jednostki weszły obszary dotychczasowych gromad Wilkołaz I, Wilkołaz II, Wilkołaz III i Zalesie oraz przysiółek Marianówka z dotychczasowej gromady Kłodnica Górna kol. ze zniesionej gminy Wilkołaz w tymże powiecie. Dla gromady ustalono 27 członków gromadzkiej rady narodowej.
1 stycznia 1962 do gromady Wilkołaz włączono obszar zniesionej gromady Pułankowice w tymże powiecie.
Gromada przetrwała do końca 1972 roku, czyli do kolejnej reformy gminnej. 1 stycznia 1973 w powiecie kraśnickim reaktywowano gminę Wilkołaz.